# Daily Express Building

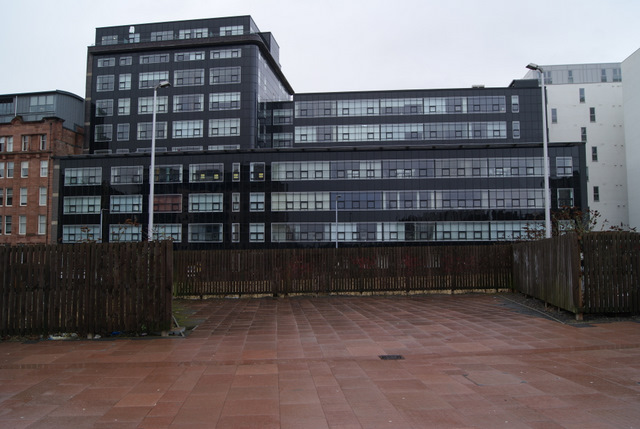
Daily Express Building

Das Daily Express Building ist ein Geschäftsgebäude in der schottischen Stadt Glasgow. 1974 wurde das Bauwerk in die schottischen Denkmallisten in der höchsten Denkmalkategorie A aufgenommen.

## Geschichte
Das Gebäude wurde 1936 für den Zeitungsverlag des Daily Express erbaut. Es beherbergte Büroräume und eine Druckerei. Den Entwurf lieferte der britische Architekt Owen Williams. 1975 war auch die kurzlebige Zeitung Scottish Daily News in dem Gebäude untergebracht. Nach dem Umzug des Daily Express nach Manchester übernahm der Glasgow Herald das Gebäude. 1986 wurde es überarbeitet und ein großer Anbau hinzugefügt.

## Beschreibung
Das Gebäude steht an der Albion Street östlich des Glasgower Stadtzentrums. Der vierstöckige Stahlbetonbau ist modern ausgestaltet. Seine Fassaden sind flächig verglast. Williams hatte zuvor bereits ähnliche Entwürfe bei der Boots Factory in Nottinghamshire und dem Gebäude des Daily Express an der Fleet Street in London genutzt. Zu den Anbauten aus dem Jahre 1986 gehört auch der stilistisch ähnliche, jedoch höhere Block an der Westseite.